# Anomiopsoides biloba
Anomiopsoides biloba là một loài bọ cánh cứng trong họ Bọ hung (Scarabaeidae).